# Uresiphita
Uresiphita är ett släkte av fjärilar. Uresiphita ingår i familjen Crambidae.

## Bildgalleri

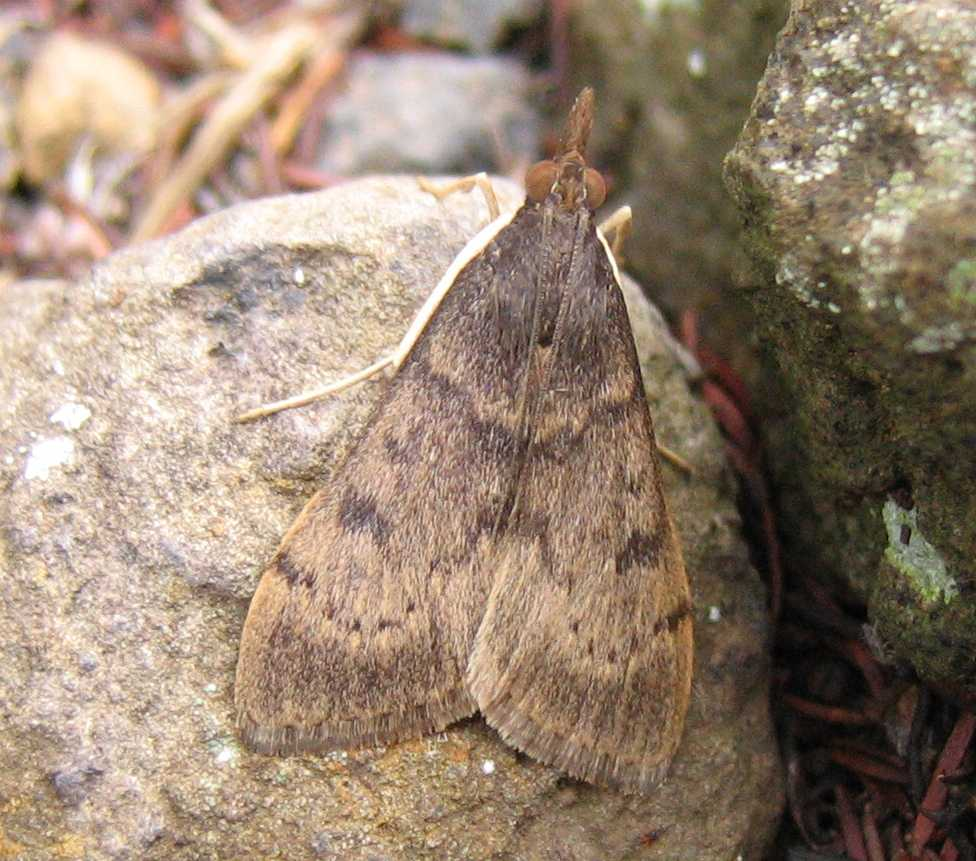

## Dottertaxa tillUresiphita, i alfabetisk ordning[1]
- Uresiphita antipodea
- Uresiphita aversalis
- Uresiphita carbonalis
- Uresiphita catalalis
- Uresiphita consanguinalis
- Uresiphita deprivalis
- Uresiphita dissipatalis
- Uresiphita diversalis
- Uresiphita explicatalis
- Uresiphita extinctalis
- Uresiphita fusei
- Uresiphita gilvata
- Uresiphita gracilis
- Uresiphita hemiclista
- Uresiphita insulicola
- Uresiphita limbalis
- Uresiphita meridionalis
- Uresiphita mongolicalis
- Uresiphita ochrocrossa
- Uresiphita orientalis
- Uresiphita ornithopteralis
- Uresiphita polygonalis
- Uresiphita prunipennis
- Uresiphita quinquigera
- Uresiphita reversalis
- Uresiphita rusticalis
- Uresiphita suffusalis
- Uresiphita teriadalis
- Uresiphita termoxantha
- Uresiphita tricolor
- Uresiphita virescens
- Uresiphita vitticalis